# Hernio-Gazume
Hernio-Gazume este o arie protejată (arie specială de conservare — SAC, sit de importanță comunitară — SCI) din Spania întinsă pe o suprafață de 2.216,76 ha, integral pe uscat.

## Localizare
Centrul sitului Hernio-Gazume este situat la coordonatele 43°10′22″N 2°08′37″W / 43.1728°N 2.1437°V.

## Înființare
Situl Hernio-Gazume a fost declarat sit de importanță comunitară în decembrie 1997 pentru a proteja 1 specie de plante și 33 de specii de animale. Situl a fost protejat și ca arie specială de conservare în octombrie 2012.

## Biodiversitate
Situată în ecoregiunea atlantică, aria protejată conține 10 habitate naturale: Păduri aluvionare cu Alnus glutinosa și Fraxinus excelsior (Alno-Padion, Alnion incanae, Salicion albae), Pajiști uscate seminaturale și facies de acoperire cu tufișuri pe substraturi calcaroase (Festuco-Brometalia) (* situri importante pentru orhidee), Peșteri inaccesibile publicului, Pajiști uscate seminaturale și facies de acoperire cu tufișuri pe substraturi calcaroase (Festuco-Brometalia) (* situri importante pentru orhidee), Pajiști uscate europene, Formațiuni ierboase bogate în specii de Nardus, dezvoltate pe substraturi silicioase în zone montane (și în zone submontane, în Europa continentală), Lande oro-mediteraneene cu formațiuni endemice de grozamă, Pante stâncoase calcaroase cu vegetație casmofită, Păduri de fag acidofile atlantice, cu subarboret de Ilex și, uneori, de asemenea, Taxus, la nivelul arbuștilor (Quercion robori-petraeae sau Ilici-Fagenion), Fânețe de joasă altitudine (Alopecurus pratensis, Sanguisorba officinalis).
La baza desemnării sitului se află mai multe specii protejate:
- plante (1): Narcissus asturiensis
- păsări (23): fâsă de pădure (Anthus spinoletta), mierla de apă (Cinclus cinclus), erete vânăt (Circus cyaneus), ciocănitoare neagră (Dryocopus martius), șoim călător (Falco peregrinus), șoimul rândunelelor (Falco subbuteo), muscar negru (Ficedula hypoleuca), vulturul pleșuv sur (Gyps fulvus), acvilă pitică (Hieraaetus pennatus), capîntortură (Jynx torquilla), sfrâncioc roșiatic (Lanius collurio), gaia neagră (Milvus migrans), gaia roșie (Milvus milvus), mierlă de piatră (Monticola saxatilis), muscar sur (Muscicapa striata), vultur egiptean (Neophron percnopterus), pietrar sur (Oenanthe oenanthe), viespar (Pernis apivorus), Prunella collaris, Pyrrhocorax pyrrhocorax, silvie de tufiș (Sylvia undata), sturzul viilor (Turdus iliacus), sturz (Turdus pilaris)
- mamifere (7): liliac cârn (Barbastella barbastellus), liliac cu aripi lungi (Miniopterus schreibersii), liliac cu urechi mari (Myotis bechsteinii), liliac cărămiziu (Myotis emarginatus), liliac comun (Myotis myotis), liliacul mare cu potcoavă (Rhinolophus ferrumequinum), liliacul mic cu potcoavă (Rhinolophus hipposideros)
- nevertebrate (2): rădașcă (Lucanus cervus), Rosalia alpina
- pești (1): Parachondrostoma miegii

Pe lângă speciile protejate, pe teritoriul sitului au mai fost identificate 3 specii de plante, 4 specii de păsări, 7 specii de mamifere.